# صلاح عيسى
صلاح عيسى (1939 - 2017)، صحفي ومؤرخ مصري يساري.

## سيرته
ولد في 14 أكتوبر 1939 في قرية «بشلا» التابعة لمركز ميت غمر بمحافظة الدقهلية. نشأ صلاح عيسى فيما وصف ببيئة «فسيفسائية الفكر»: فكان والده وفديا وانتمى عمه للحزب المنافس الأحرار الدستوريين بينما انضم عمه الآخر إلى جماعة الإخوان، أما أمه فكانت أمية لا تجيد الكتابة ولا القراءة لكنها حرصت على اقتناء الكتب مع ذلك، وبعدما شبَّ صلاح عيسى كان يقرأ عليها كُتب «سير الأنبياء». وقيل أنه في طفولته كره «ترومان» و«تشرشل» ومدرس الجغرافيا و«بيفن» وزير الخارجية البريطانية، وقرأ لأرسين لوبين والمنفلوطي وطه حسين، كما قرأ في كتاب رديء الطباعة زخرفي الأسلوب عن قتل معاوية بن خديج لمحمد بن أبي الصديق.
وفي عام 1948م غادر قريته إلى القاهرة. وقيل أن أستاذة في المعهد العالي للدراسات الاشتراكية حاولت في إحدى مراحل توهجه المُبكرة ضمّه إلى أسرة مجلة «الطليعة» الناطقة بلسان اليسار المصري، فرفض طلبها، وعُوقبت بالإيقاف 6 أشهر «لأنها تعرف أمثاله من المتطرفين».
حصل على بكالوريوس في الخدمة الاجتماعية عام 1961 ورأس لمدة خمس سنوات عددًا من الوحدات الاجتماعية بالريف المصري. بدأ مسيرته الأدبية كاتبا للقصة القصيرة ثم اتجه عام 1962 للكتابة في التاريخ والفكر السياسي والاجتماعي. تفرغ للعمل بالصحافة منذ عام 1972 في جريدة الجمهورية.
أسس وشارك في تأسيس وإدارة تحرير عدد من الصحف والمجلات منها الكتاب والثقافة الوطنية والأهالي واليسار والصحفيون وترأس في وقت لاحق تحرير جريدة القاهرة الصادرة عن وزارة الثقافة المصرية، والتي حولها وزير الثقافة حينها فاروق حسني من مجلة دورية إلى صحيفة ثقافية أسبوعية. كما كان صلاح عيسى وكيلا لنقابة الصحفيين وعضوا بمجلس إدارتها في التسعينيات من القرن العشرين. وشغل منصب الأمين العام للمجلس الأعلى للصحافة.
وقد كتب عبد الله السناوي عن صلاح عيسى ودوره في جريدة الأهالي: «كانت جريدة الأهالي، التي تحمّل مسؤوليتها التحريرية لسبع سنوات بعد اغتيال الرئيس الأسبق أنور السادات عام 1981، أكثر الصحف المصرية نفوذا وتأثيرا واحتراما، وكان نجمها الأول بلا منازع. وفي عهد مبارك وجدت (الأهالي) في نفسها الشجاعة الكافية لتحمل مسؤولية توسيع هامش المعارضة إلى حدود غير معتادة. وحظيت بثقة الرأي العام ووصل توزيعها إلى ما يتجاوز الـ (150) ألف نسخة».
لصلاح عيسى ابنة واحدة هي سوسن عيسى الأستاذة بكلية الهندسة جامعة القاهرة وهي زوجة عبد الواحد عاشور مدير التحرير بوكالة أنباء الشرق الأوسط.

### اعتقاله
اعتقل لأول مرة بسبب آرائه السياسية عام 1966 بسبب كتابته تحليلا نظريا شاملا لمسيرة ثورة 23 يوليو بعد 14 عام، ونشر الدراسة بعنوان «الثورة بين المسير والمصير»، وتصادف زيارة اثنان من مُفكِّري فرنسا البارزين؛ وهما سيمون دي بوفوار وجان بول سارتر، اللذين وُجِّهت لهما دعوة رسمية لزيارة القاهرة، فوافقا بشرط الإفراج عن المعتقلين السياسيين قبل وصولهما. فاستجابت القاهرة وخرج صلاح عيسى وآخرون من السجون على هامش زيارة سارتر لمصر في فبراير 1967م.
تكرر اعتقاله أو القبض عليه أو التحقيق معه أو محاكمته في عدة سنوات ما بين 1968 و1981 وفُصل من عمله الصحفي المصري والعربي. ووفقا لعلي أبو الخير في مقال له، فقد تبع ذلك «اعتراف المفكّرين والسياسيين على اختلاف توجّهاتهم الثقافية والسياسية بأن عيسى لا ينحاز سوى لوطنه الأصغر مصر ولوطنه الأكبر في عالمه العربي الواسع الفسيح وكل عدائه كان متجهًا دائمًا نحو عدوّين هما الصهيونية والإمبريالية».

## مسيرته الأدبية وتوجهاته
أصدر صلاح عيسى أول كتبه بعنوان «الثورة العرابية» عام 1979 عن الهيئة المصرية العامة للكتاب. ويعد الكتاب -وفقا لأحمد منصور- «محاولة لفهم وإنصاف هذه الظاهرة التاريخية «الثورة العرابية» من خلال المنهج الاشتراكي العلمي بعيدًا عما تعرضت له من أحكام قاسية واتهامات شديدة صدرت عن المنهجين الأخريين المدرسة الاستعمارية والمدرسة القومية». ويناقش ويرصد صلاح عيسى في دراسته للثورة العرابية (من خلال عدة فصول) «الاحتكارات الاوربية من الاحتلال السلمى إلى الغزو المسلح والخريطة الاجتماعية والفكرية للثورة ومسألة السلطة وأخيرا الجبهة الثورية من الوحدة إلى التفتت». وقد جاء الكتاب في 612 صفحة، واعتمد عيسى في كتابته على مذكرات قادة الثورة العرابية وعدد من الوثائق التاريخية المصرية والإنجليزية والفرنسية.
كما يستعرض صلاح عيسى في كتابه "شخصيات لها العجب" (الصادر عن دار نهضة مصر سنة 2010) 50 شخصية من النخب السياسية والثقافية والفنية المصرية التي لعبت دورًا ملحوظا في الحياة العامة المصرية خلال النصف الثاني من القرن العشرين. ومن بين تلك الشخصيات: الملك فاروق – فتحي رضوان –  عبد الرحمن الرافعي – فؤاد سراج الدين – مصطفي بهجت بدوي – طه حسين – حسن البنا – عبد الرحمن السندي – حسن الهضيبي – أكرم الحوراني –  الدكتور مراد غالب – عبد الناصر وعبد الحكيم الصداقة الدامية – محمد حسنين هيكل – ثوار يوليو – عبد اللطيف البغدادي – أحمد بهاء الدين – بطرس غالي  – فؤاد مرسي – لطفي الخولي – نعمان عاشور – محمد سيد أحمد – يوسف إدريس – عبد العظيم أنيس – لطيفة الزيات – يوسف وهبي – يوسف السباعي – كرم مطاوع – فريد شوقي.
في كتابه "رجال ريا وسكينة"، استطاع صلاح عيسى أن يسرد وقائع قضية «ريا وسكينة» «بشكل صحفي دقيق من خلال التطلع والبحث في الدفاتر القديمة»، وتناول الحدث بواقعية ودون إضافة الطابع الكوميدي أو التراجيدي أو الدرامي كما تم في أعمال أخرى غطت القضية.
في كتابه التاريخي المكتوب بأسلوب صحفي "رجال مرج دابق"، والذي تم تشبيهه بكتاب المؤرّخ المصري المملوكي ابن إياس بدائع الزهور في وقائع الدهور، اعتبر عيسى أن رجال مرج دابق هم «الخونة من رجال مماليك السلطان «قنصوة الغوري» الذين باعوه للسلطان العثماني سليم الأول، فكانت هزيمة المصريين والشوام، ثم رجال السلطان المملوكي الأخير طومان باي، الذي شنقه «سليم الأول»، تحت «باب زويلة» في القاهرة، ثم انتهى الأمر باحتلال عثماني مظلم دامٍ للمنطقة العربية حوالي أربعة قرون».
وفقا لسيد محمود، فقد انتمى صلاح عيسى لجيل من المؤرخين، يوصف في الكتابات الأكاديمية بـ«جيل المؤرخين الهواة» وضم معه مؤرخ آخر هو طارق البشري، و«قد تحرَّرا معًا من أساليب الكتابة الأكاديمية الجامدة إلا أنهما لم يتحرَّرا من شروطها في التحري والتدقيق». وكان لمجلَّتي «الطليعة» و«الكاتب» في النصف الثاني من الستينيات أثرٌ ملحوظ في تقديم هذا الإنتاج الأدبي و«بلورته في سياق ملائم للتغييرات التي كانت تشهدها مصر آنذاك».
على الرغم من أن صلاح عيسى معروف بميوله اليسارية - وفقًا لعلي أبو الخير، كان كاتبًا وصحفيًا وأديبًا مؤرّخًا منفتحًا على كل التيارات الفكرية الليبرالية والإسلامية، وقد اتضح هذا الانفتاح أثناء عمله رئيسَ تحرير لجريدة «القاهرة» الأسبوعية، «فقد فتح الباب لكل الاتجاهات لعرض أفكارها، كتب فيها يساريون وليبراليون وكتّاب من الإسلاميين من جماعات الإخوان المسلمين ومن الشيوعيين ومن كتّاب الشيعة أيضًا».
في حوار له سنة 2017، جادل صلاح عيسى بوجود ما أسماه «رابطة صناع الطغاة» في كل عصر وزمن، وأنها «تسعى لمحاصرة الحاكم وعزله عن الأمة والمؤسسات الشرعية، وإضفاء قداسة عليه»، وقال: «هي موجودة الآن في مصر سواء كانت جماعات أيديولوجية أو مؤسسات، وتضم جماعات متعددة من المنتفعين، وروّجت في مصر منذ زمن ولا تزال  لفكرة المستبد العادل مع كل حاكم جديد، وهي فكرة ثبت خطأها بالتجربة وتؤدي إلى كوارث في عالم لم يعد فيه مكان للحكم الفردي. ومحاولات هذه الرابطة مستمرة مع الرئيس السيسي، ولكني أعتقد أنه مدرك لها تمامًا، لأن نظام الرأي الواحد لم يعد قادرًا على البقاء والصمود في عالم  ثورة الاتصالات والقرية الكونية الواحدة، لذلك أتصور أنهم مهما فعلوا لن يحققوا أهدافهم بعد ثورتين عظميتين».

## مؤلفاته
صدر له أكثر من 20 كتابًا ومقالات عديدة في التاريخ والفكر السياسي والاجتماعي والأدب منها:
- تباريج جريج، مكتبة مدبولي، القاهرة، 1988.[19]
- شاعر تكدير الأمن العام: الملفات القضائية للشاعر أحمد فؤاد نجم: دراسة ووثائق، دار الشروق، لقاهرة، 1999.[20]
- المسألة التيوقراطية في المنظورين الطبقي والقومي، المستقبل العربي. مج. 1، ع. 1 (أيار 1978)، ص ص. 57-67.[21]
- مثقفون وعسكر: مراجعات وتجارب وشهادات عن حالة المثقفين في ظل حكم عبد الناصر والسادات، مكتبة مدبولي، القاهرة، 1986.[22]
- البرجوازية المصرية ولعبة الطرد خارج الحلبة، دار التنوير، بيروت، 1982.[23]
- نزار قباني في مشجبة شعراء النكبة والألسطة، 1995.[24]
- محاكمة فؤاد سراج الدين باشا: حين وضعت ثورة عبد الناصر ثورة سعد زغلول ومصطفى النحاس في قفص الاتهام، مكتبة مدبولي، 1983.[25]
- البرجوازية المصرية وأسلوب المفاوضة، دار ابن خلدون، بيروت، 1979.[26]
- رجال مرج دابق (قصة الفتح العثماني لمصر والشام)[27]، دار الفتي العربي، بيروت، 1983.[28]
- بوابة الحلواني وكشف المبادين في الدراما، 1995.[29]
- دستور في صندوق القمامة، مركز القاهرة لدراسات حقوق الإنسان، القاهرة، 2001.[30]
- التاريخ المجسم، 1995.[31]
- الكارثة التي تهددنا، مكتبة مدبولي، القاهرة، 1987.[32]
- السؤال الذي لم يجب عنه أحد، 1995.[33]
- رجال ريا وسكينة: سيرة سياسية واجتماعية، الكرمة للنشر، القاهرة، 2016.[34] ويعد كتاب «رجال ريا وسكينة» من بين أشهر مؤلفات صلاح عيسى -إن لم يكن أشهرها-.[35]
- حكايات من دفتر الوطن، دار الشروق، القاهرة، 2011.[36]
- مجموعة شهادات ووثائق لخدمة تاريخ زماننا، دار الهلال، القاهرة، 2006.[37]
- حكايات من مصر، دار القاهرة، 1983.[38]
- مشاغبات: إزالة التباس وفض اشتباك، 1997.[39]
- التاريخ ينتقل إلى خافت المحظورات، 1995.[40]
- الجمعيات الأهلية والقانون الجديد، مركز المحروسة، القاهرة، 1999.[41]
- هوامش المقريزي، دار القاهرة، 1983.[42]
- بيان مشترك ضد الزمن، سينا للنشر، القاهرة، 1992.[43]
- شخصيات لها العجب، نهضة مصر للطباعة والنشر والتوزيع، القاهرة، 2010.[44]
- أفيون وبنادق، دار المحروسة للنشر، 2021.[45]
- البرنسيسة والأفندي، دار الشروق، القاهرة، 1999.[46]
- الموت خارج المؤسسة، 1995.[47]
- مصرع مأمور البداري، الهيئة العامة لقصور الثقافة، القاهرة، 2011.[48]
- الجمهورية البرلمانية: ركيزة الإصلاح السياسي والدستوري، مركز القاهرة لدراسات حقوق الإنسان، 2011.[49]
- سلامي عليك يا زمان: مشاغبات وهموم صحفي عربي في الثمانينات، الكرمة للنشر، القاهرة، 2019.[50]

## وفاته وإرثه
توفي يوم الاثنين الموافق 25 ديسمبر 2017. وقد نعت مؤسسات الدولة ومعارضتها على حدٍّ سواء صلاح عيسى، إذ أشار كل من «المجلس الأعلى للإعلام» و«هيئة الاستعلامات» و«الهيئة الوطنية للصحافة» و«نقابة الصحافيين» إلى إسهاماته الوطنية التي «أثرت في الحياة السياسية، حيث كان نقابيًا مدافعًا عن حرية الصحافة». وقالت «لجنة الدفاع عن استقلال الصحافة» في بيان إنّه برحيل الكاتب عيسى، «تكون الجماعة الصحافية، قد فقدت واحدًا من أهم وأبرز المدافعين عن المهنة خلال عقود مضت».
في أواخر عام 2019، أدرج الجهاز القومي للتنسيق الحضاري اسم صلاح عيسى في مشروع «عاش هنا»، تخليدًا لأسماء المبدعين عبر الأجيال، حيث وضع الجهاز لافتة تحمل اسم صلاح عيسى وعنوانه الذي يقع في 90 شارع عرابي بالمهندسين.
صدر في سنة 2021 عن دار شمس للنشر والإعلام كتاب «حكايات من دفتر صلاح عيسى» للكاتبين الصحفيين محمد الشماع وهاجر صلاح، ويقع الكتاب في 200 صفحة من القطع الكبير، ويقدم الكتاب سيرة فكرية وثقافية وتاريخية للكاتب، ويشمل الكتاب فصلًا عن علاقة المؤلفين بصلاح عيسى أثناء عمله كرئيس لتحرير جريدة القاهرة، وفصلا حول قصة قبوله رئاسة تحرير جريدة ناطقة بلسان وزارة الثقافة المصرية، وهو الأمر الذي استنكره البعض عليه باعتبار أنه «أحد رموز المعارضة»، وجاء الفصل بعنوان «هل باع القضية فعلا؟»، كما يتضمن الكتاب فصلا عن رفاق مسيرة صلاح عيسى السياسية والصحفية، وذلك من خلال شهادات من حسين عبد الرازق وحلمي شعراوي وحسن بدوي وأيمن الحكيم وغيرهم.
رغم وفاته في ديسمبر 2017، كان صلاح عيسى الكاتب الأكثر مبيعا خلال دورة سنة 2021 لمعرض القاهرة الدولى للكتاب، إذ تسابقت دور نشر عديدة على إعادة نشر مؤلفاته أو اكتشاف مؤلفات أخرى أنجزها ولم ينشرها.

## وصلات خارجية
- صلاح عيسى على موقع أرشيف الشارخ.